# RAP (bromfiets)
RAP is een Nederlands historisch merk van bromfietsen.
De bedrijfsnaam was R.S. Stokvis & Zonen (1954-1970).
Nederlands bromfietsmerk dat meestal Rex-motorblokjes inbouwde. De bekendste RAP-bromfietsen zijn de Rocky-sportbromfiets en de Crown-toerbromfiets. 
In de jaren zestig maakte RAP nog steeds bromfietsen met Rex-,Pluvier- en Puch-motoren en in de jaren zeventig werden alleen nog Puch-blokken gebruikt. In feite waren dit al gewoon Puch-bromfietsen, waarvan het originele merk nog op de tank stond terwijl het achterspatbord “RAP Imperial” vermeldde. Stokvis produceerde in de jaren zestig ook bromfietsen onder de naam Amstel. Dit waren waarschijnlijk dezelfde machientjes als de RAP-modellen.
Een aantal van de RAP bromfietsmodellen is ontworpen door Arthur Hennekam en gemaakt door zijn broer  Fré Hennekam (1914-2001) uit Roosendaal. Arthur en Fré waren de zonen van Jan Hennekam die na de crisisjaren in Roosendaal een bromfiets-, taxibedrijf en later een garage hadden. 